# 海原治
海原 治（かいはら おさむ、1917年2月3日 - 2006年10月21日）は、日本の内務・警察・防衛官僚、軍事評論家。大阪府出身。本籍は徳島県。

## 来歴
第一東京市立中学校・第一高等学校を経て、1939年に東京帝国大学法学部を卒業し、内務省入省。入省同期に後藤田正晴がいた。内務省大臣官房文書課勤務を経て、1940年1月に高知県事務官を発令。太平洋戦争勃発と前後して、1940年2月、陸軍第11師団歩兵第43連隊（徳島）に入営、経理部幹部候補生になり、第11師団経理勤務班隊長の陸軍主計大尉として終戦を迎える。
終戦によって第11師団は兵器を県に引渡し、県が占領軍へと引き渡すことになっていたが、目録を作成して引き渡す第11師団の経理勤務班の隊長でありながら、それを受け取る高知県事務官でもあったので同師団でもっとも早い召集解除となった。占領軍との折衝を担当する高知県渉外課初代課長。
1946年8月警視庁に異動し交通課長、同生活課長を歴任。1947年の内務省解体後、1948年より国家地方警察本部に移り東京警察管区本部警備部長として自治体警察との調整、同保安課長として当時武装路線をとった日本共産党対策、同企画課長として警察法改正を、それぞれ担当する。1951年6月の朝鮮戦争勃発に伴うマッカーサーの警察予備隊創設指令に基づき、創設準備に携わる。
警察予備隊の創設に際しては国警本部より出向しその人事を担当、1952年に同隊後身の保安庁に転じ、後の防衛庁・自衛隊の創設に関わる。
防衛庁では防衛局第1課長、防衛審議官、防衛局長や官房長を歴任、当時平均7ヵ月で交代する防衛庁長官たちを尻目に権勢をふるい、「海原天皇」とも形容された。
次期事務次官の目前であった防衛庁官房長在任中の1967年、邀撃戦闘機F-104の後継機選定において、空幕のみならず内局の多数も支持していたF-4の導入に関して、海原はF-4を高級車のロールス・ロイスに例えながら、「日本にこんな高級で高性能な戦闘機は必要ないし、専守防衛を逸脱して周辺国に脅威を与えることになる」として反対し、後継機には、価格が安価で航続距離が短いF-5が望ましいと主張し、選定作業を混乱させる原因になった。その後、海原は官房長を更迭され、「海原一家」とも称された久保卓也、海堀、有吉などの海原派の防衛庁幹部は海原の失脚と共に一掃された。
1967年から国防会議事務局長に転任、以後5年間務めた。国防会議事務局長として新聞記者との懇談会で防衛計画の遅れなどでタカ派の中曽根康弘防衛庁長官を批判した際に、1970年3月7日に中曽根長官から「国防会議事務局長というのは極端にいえば文書を集め、文書を発送するお茶汲みに過ぎないから、その発言を重大視することはない」と海原も出席していた衆議院予算委員会で発言されてしまい、議場が一時騒然になったこともある。ちなみに中曽根は内務省入省年次では海原の後輩にあたる。
1972年に退官後は軍事評論家として活躍、『日本の国防を考える』など国防に関する著書多数で、また集英社刊『イミダス』における“国防”に関する章の編集を長く務めた。2006年10月21日死去、享年89。

## エピソード
- 高等官は休職期間を2年とされていたが、日中戦争が逼迫してくると陸軍が事実上の兵役の延長を乱発したため、2年以上連続で兵役についていた者が免職になってしまうことになった。これに気づいた海原が人事課長に談判した結果、休職期間が2年に到達した都度形式上復職したことにして一旦白紙にする措置が取られる様になった。これにより、入省同期の官僚が失職しないで済んだ[6]。
- 戦前、海原は短期現役制度を利用して海軍に志願していたが、不合格にされている。後に海軍人事局の将校が海原のもとへ陳情に来た際、たまたま短期現役の試験の話題となると「だいたいあんたのとこ、おかしい、なんの基準で落第だ採用だと決めるんですか、私は落とされた」と怒り出した[1]。
- 高知県渉外課長時代の1946年8月、県知事が内務省の任命から選挙に変わる初の県知事選挙が行われたが、このときの選挙に県の営林局や警察の少壮官僚が候補者として海原を担ぎ出そうとした。本人も大いに乗り気であったが、被選挙権である30歳に5ヶ月足らないことが判明、頓挫した。本人は「このときに資格があれば当選し、最年少の県知事になったと思う」と話している[注釈 2]。
- 海原によって、シビリアン・コントロールという大義名分で押さえこまれた制服組からは「暴力一課の親分」「海原ではなく陸原だ」という造語の批判が庁内で出ていた。これは、海原が三自衛隊の中で海空に冷たく、陸に「好意的」な態度を皮肉ったもので、他にも「海空治まらず」という迷句も流布されたという。ただし、海原は陸自に大きな期待はかけておらず、「三、四日の戦闘の後には、組織的な抵抗力を失うだろう」と評していた。空自に関しては「十分前後で壊滅する」海自に関しては「二、三日の生命」となどと評している[7]。
- 海原の自衛隊論は、「自衛隊はどうせ実戦の役に立たぬのだから、同じことならカネのかかる海空より、安あがりの陸に重点を置くべきだ」という「自衛隊オモチャ論」であり、自衛隊にカネのかかる外征的装備を一切持たせず、海自には沿岸防備のみをやらせて、正面装備中心から兵站や弾薬などの補給備蓄などに注力し、国民に一定期間の軍事教練を施して編成された民兵組織である「郷土防衛隊」を作って本土に上陸してきた敵軍に抗戦するという「日本列島守備隊論」であり、安上がりな軍備だけでいいと考えていた。海原から「日本列島守備隊論」を聞かされた制服組は「バカにしている」と憤慨していたという[8]。
- その持論から、シーレーン防衛を重視する海上自衛隊のヘリ空母構想や、洋上防空を目指していた航空自衛隊の早期警戒機・空中給油機導入計画に大反対し、強引な手法で何度も計画を潰していた。その結果、「海原ではなく陸原だ」という批判をされるようになった。
- 海原は、日本は過去の過ちを反省して、大規模な海軍を持ってはならないと考えており、（日本の海軍は）ある枠内に閉じこもった、小規模な警備部隊にすべきだと唱えていた。そのため、海原は海上自衛隊の主力部隊である自衛艦隊を廃止して、海上自衛隊と海上保安庁を統合し、外部からの侵略や侵入への対処、海上救難を主任務とする日本海上部隊（警備部隊）を創設すべきだとしていた。この新たな日本海上部隊の任務からは、海上自衛隊が主任務としていた「海上交通路の確保」や「制海権の確保」は排除され、装備体系も駆逐艦、掃海艇、潜水艦（訓練標的艦）、沿岸哨戒救難用の艦艇と航空機に限定されること、潜水艦は主に「訓練標的艦」として使用すること、現在、海上自衛隊が進めている「大海軍の華麗なる想定」を支えるような艦艇や、一種の道楽ともいえるような兵器の調達を中止すべきだとしていた[9]。
- 海原は、海上自衛隊が主任務とする「海上交通の確保」を非現実的な想定であると批判しており、ソ連海軍や中国海軍と思われる国籍不明潜水艦から、日本の海上交通路を防衛するといった任務は海上自衛隊には認められていないし、現実的でもなく、不可能であるとしていた。これは海原が自衛隊の任務である「直接侵略及び間接侵略からの日本の防衛」の解釈を狭義に適用しようとしているため、海上輸送確保の任務は正式には承認されていないとの立場だからである[9]。
- 国産超音速高等練習機T-2ならびにその改修型の支援戦闘機F-1の開発を巡っては、コストの面から国内開発の放棄とF-5の導入を強く主張した。
- 61式戦車の開発においては重量25トン以内を主張し、結果として61式戦車が35トン級として完成した後も自説を曲げなかった。1964年、61式戦車の重装甲化を主張し実現した曽根正儀が欧州戦車開発事情調査に参加する際「25トン戦車構想が35トンの61式戦車に崩れてしまったのは誠に遺憾であった」とし「次の戦車開発（74式戦車）がそういう過誤を冒してはならない」と1時間に渡って説教したという(しかし結局、74式戦車は38トンになっている)。
- 内局の海原派と制服組の対立が激化していた昭和42年の春から夏にかけての防衛庁参事官会議において、海原は荒れ狂い、海外の航空専門誌の最新号を読んでいるかどうかを空幕長と防衛局長に質問し、相手が読んでいないと答えると、「幕僚長も防衛局長もどっちもどっちだ。話にならん」「ぼくは三次防には責任を負わぬから、念を押しておきます」と発言して会議をお流れにし、次回は海原が欠席して承認、というパターンが繰り返されたという。また、海原は会議中にトイレにいくふりをして、自室で整理されたファイルから攻撃材料を仕入れていた[10]。その後、年度予算要求の締め切りである8月近くになり、前年に国防会議で正式に決定された三次防の初年度分の予算案提出の際に、次期戦闘機(FX)、次期高等練習機(TX)、次期輸送機(CX)などの大物が目白押しにもかかわらず、海原は判を押さぬ、と言いだした。海原は前年にFXとして国防会議で決定されたF-4の計上に反対だとして、アメリカが後進国用に開発したF-5でよろしい、と主張し、国防会議の決定を覆そうとした。その後、海原の国防会議事務局長への抜き打ち人事が発令され、海原は防衛庁から去ることになった。この時期、防衛庁では海原の暴君的言動が度を越し、庁内の人心を失っていたという[11]。

- 山崎豊子の小説『不毛地帯』に、防衛庁で権勢を揮う内務官僚上がりの“貝塚官房長”が登場する。海原がモデルとされるも、小説内での貝塚の容姿は「ヌルリとした禿頭」であるが、実際の海原はロマンスグレーであった。

## 著書
- 『戦史に学ぶ――明日の国防を考えるために』（朝雲新聞社、1970年）
- 『日本列島守備隊論』（朝雲新聞社、1973年）
- 『私の国防白書』（時事通信社、1975年）
- 『日本防衛体制の内幕――一防衛官僚の独白』（時事通信社、1977年）
- 『現実の防衛論議』（久保卓也と共著、サンケイ出版、1979年）
- 『誰が日本を守るのか！――一億人の国防論』（ビジネス社、1980年）
- 『討論 自衛隊は役に立つのか』（共著、ビジネス社、1981年）
- 『間違いだらけの防衛論』（グリーンアロー出版社、1983年）
- 『日本の国防を考える――このままでは日本は亡びる』（時事通信社、1985年）
- 『日本人的「善意」が世界中で目の敵にされている！！』（講談社、1987年）
- 『治に居て乱を忘れず――あいまいな日本の悲劇』（読売新聞社、1996年）
- 『安全保障・日本の選択――日本人は国を守れるのか』（時事通信社、1996年）

## 親族
- 海原清平 - 伯父、衆議院議員